# Ruud Janssen (kunstenaar)
Ruud Janssen (1959) is een Nederlands kunstenaar. In het dagelijks leven is hij docent.

## Levensloop
Janssen heeft sinds 1980 diverse tentoonstellingen, publicaties en interviews georganiseerd in het mail-artnetwerk. In 1985 was hij een van de eerste kunstenaars die experimenteerde met datacommunicatie middels een eigen BBS (bulletin board system) om zijn mail-arttijdschrift elektronisch toegankelijk te maken. In de jaren 1994 tot 2001 interviewde hij meer dan tachtig mail-art- en fluxuskunstenaars. De resultaten publiceerde hij in boekjes en later ook op het internet.
Samen met Litsa Spathi richtte hij in 2003 het Fluxus Heidelberg Center op, waarin hij terugkeerde naar de oorsprong van mail art: fluxus.
In 1983 begon hij het TAM Rubberstamp Archive. Naast de rubberstempels en catalogussen bevat dit archief voornamelijk stempelafdrukken van de duizenden kunstenaars die stempels gebruiken in hun kunstwerken. Een deel van deze afdrukken zijn tentoongesteld in plaatsen als Stamp Art Gallery in San Francisco, L-Galley in Moskou en Stendhal Gallery in New York.
In 1988 richtte hij de "International Union of Mail-Artists" (IUOMA) op, die ook nu nog actief is binnen het mail-artnetwerk. Het principe van deze vakbond is eenvoudig: "je wordt lid door je aan te melden als lid". Sinds 2008 heeft de vakbond ook een eigen sociaal netwerk, waarop meer dan vierduizend leden met elkaar werken delen en projecten ondernemen.
In 1994 begon Janssen met het kunstproject "Mail-Interviews". De resultaten werden zowel gepubliceerd in boekvorm als online. De interviews hebben een nieuw concept, waarbij de vraag in een bepaalde communicatievorm wordt verzonden; de geïnterviewde kiest zijn manier om te antwoorden. Zo wordt de factor tijd een deel van het interview. Geïnterviewde kunstenaars zijn onder anderen Ray Johnson, Guy Bleus, Dick Higgins, Ken Friedman, Anna Banana, Mark Bloch, Patricia Tavenner, Michael Leigh en Jenny de Groot.
In 1997 had Janssen een solo tentoonstelling van zijn mail art werken in Guy Bleus' E-Mail Art Archives (Provinciaal Centrum Beeldende Kunsten, nu Z33) in Hasselt, België.
In de laatste jaren richt Janssen zich meer op het teken- en schilderwerk. Kleine kunstwerken worden in het mail-artnetwerk verstuurd. Grotere werken worden tentoongesteld. 
Een speciale collectie zijn de beschilderde cd's, waar hij laat zien dat op zo'n specifiek formaat heel creatief gewerkt kan worden. Zijn werk bevindt zich in internationale verzamelingen en archieven en is ook op internet te vinden.